# Innsbrucker Spitalsfriedhof

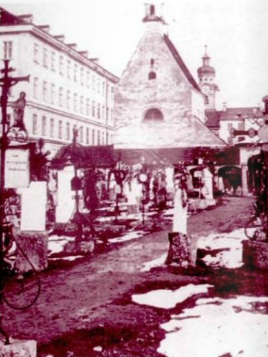
Der Spitalsfriedhof um 1865 mit der Veitskapelle und dem Turm der Spitalskirche im Hintergrund

Der im 14. Jahrhundert errichtete Innsbrucker Spitalsfriedhof gehörte zu dem am nördlichen Ende der Maria-Theresien-Straße/Marktgraben gelegenen Stadtspital. Von 1510 bis 1856 diente er auch als städtischer Friedhof.

## Geschichte
Schon 1320 erhielt das um 1300 bis 1307 in der Neustadt errichtete Heilig-Geist-Spital (heutiger Bereich am Nordende der Maria-Theresien-Straße/Marktgraben) das Begräbnisrecht für Innsbrucker Bürger, obwohl der städtische Friedhof um St. Jakob erst 1509 wegen des Ausbaues der Hofburg aufgehoben wurde.
Der vergrößerte, sich hinter der Spitalskirche erstreckende Bestattungsplatz wurde 1510 mit der vom Apotheker Rumler gestifteten Michaelkapelle an der Westseite des Spitalsfriedhofes geweiht. In den Folgejahren wurden entlang der Umfassungsmauer Arkaden mit Säulen aus Nagelfluh/Breccie errichtet und die Kapelle aufgestockt, das obere Geschoß der Hl. Anna geweiht. Überliefert ist die Doppelkapelle als Veitskapelle.
Eine Erweiterung erfolgte 1576 Richtung Westen und 1742/43 bis zur heutigen Fallmerayerstraße. 1784 verlangte Kaiser Joseph II., dass aus hygienischen Gründen Friedhöfe außerhalb der Stadt angelegt werden müssen und verbot Bestattungen auf einem Teil des Areals. Der Friedhof wurde daher erneut nach Westen und Süden in den Bereich des heutigen Adolf-Pichler-Platzes erweitert. 1854, kurz vor Auflassung des Friedhofes, wurde er noch einmal nach Westen bis zur Colingasse vergrößert.

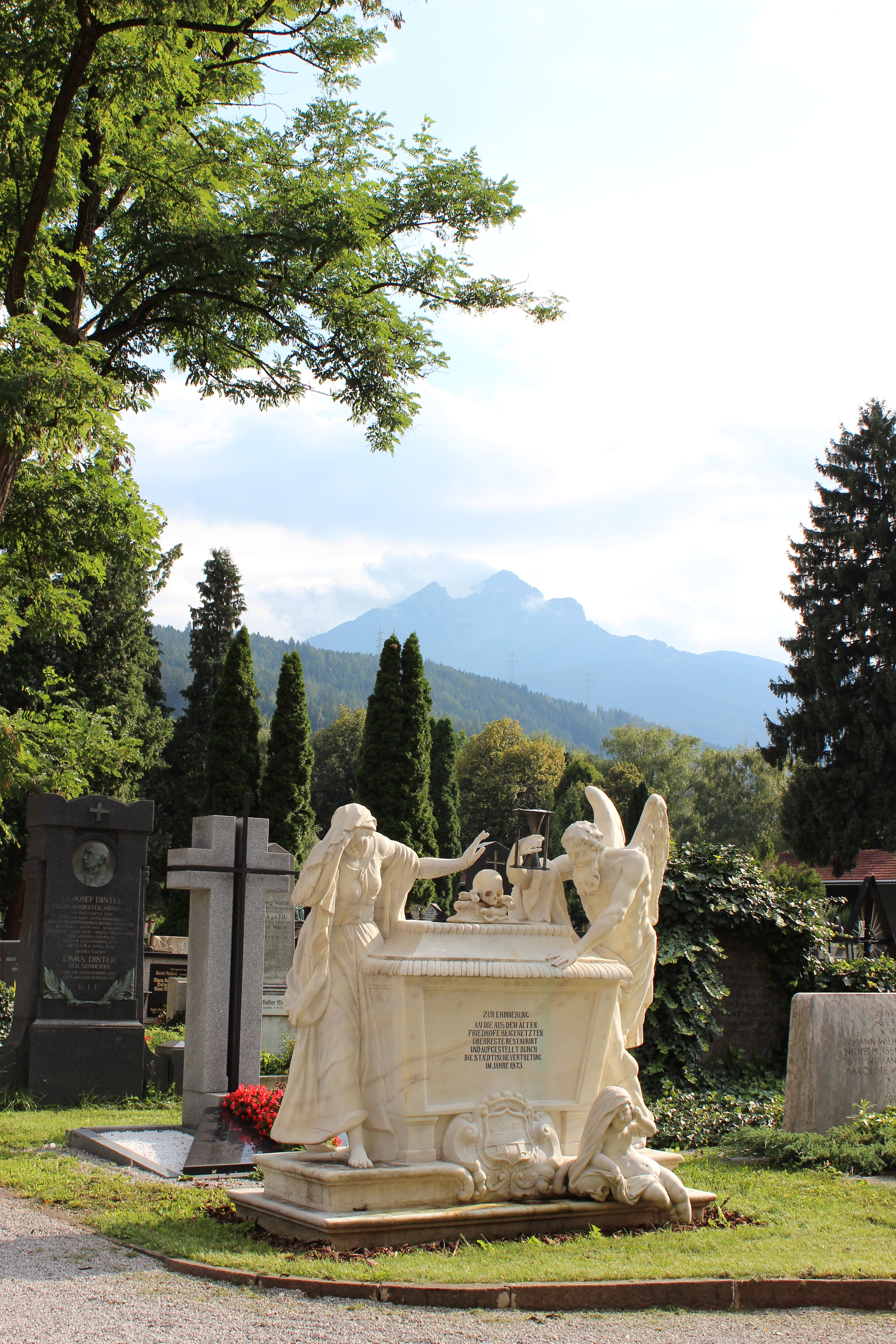
Das vom alten Friedhof übertragene Saturndenkmal auf dem Westfriedhof

Bereits 1852 gab es die ersten Pläne zur Verlegung des Friedhofs, die schließlich 1855 von der Statthalterei genehmigt wurde. 1856 wurde der neue Friedhof, der heutige Westfriedhof, in den Wiltener Feldern errichtet. Am 31. Dezember 1856 wurde die Auflassung des alten Friedhofs beschlossen, bis zur vollständigen Räumung des Geländes dauerte es aber noch etliche Jahre. 1869 wurden die Veitskapelle und die Grabmäler geschleift, einzelne Gräber wurden auf neuen Friedhof übertragen. Die Einrichtung der Kapelle (Altar, Kirchenbänke, Statuen) wurde in die Pfarrkirche St. Nikolaus gebracht.
1873 ließ die Stadt das „Saturndenkmal“, ein marmornes Denkmal vom Grab der Grafen Wolkenstein-Trostburg, restaurieren und auf den Westfriedhof überführen. Es erinnert an alle Verstorbenen, deren Gebeine vom alten auf den neuen Friedhof übertragen wurden.
An der Stelle der Kapelle wurde ein neuer Spitalstrakt (heute Westtrakt des Gymnasiums) errichtet, die Häuser an der Nord- und Westseite des Adolf-Pichler-Platzes erst um 1878. 1889 wurde das Spital in den Neubau im Westen der Stadt verlegt die alten Spitalsgebäude wurden 1890 zur Realschule – heute Bundesrealgymnasium Innsbruck.
Die vielen Bauarbeiten für Häuser und Turnhalle, die Errichtung des Sockels für das Adolf-Pichler-Denkmal und der 470 m² umfassenden unterirdischen Löschwasserbehälter sowie Bombentrichter während des Zweiten Weltkrieges und die Anlage der Straßen und Kanalisation haben den ehemaligen Friedhof und seine Grablegen stark beschädigt.
Im Jahre 2000, im Zuge der Rathauserneuerung inklusive Tiefgaragen- und Hotelerrichtung konnten Teile des noch übrigen Gräberfeldes und Bestattungsreste archäologisch befundet und geborgen werden.

## Archäologische Forschung
Die archäologische Ausgrabung am ehemaligen Spital- und Stadtfriedhof, die aus politischen und ökonomischen Gründen sehr unter Zeitdruck stand, erfasste 444 Gräber und mehrere Ossuarien. Ein Teil der Skelette konnte aus Zeitgründen nur geborgen, aber nicht dokumentiert werden, einige mussten direkt aus der Baggerschaufel geklaubt werden, circa 300 bis 400 Skelette des Gräberfeldes sowie Ossuarien wurden mit Baumaschinen unwiederbringlich zerstört und entfernt und konnten deshalb auch nicht weiter wissenschaftlich bearbeitet werden. Die Skelette sind nun in einem Sammelgrab am Innsbrucker Westfriedhof beigesetzt, die Funde harren noch einer wissenschaftlichen Bearbeitung.
Die Gräber lagen dicht beisammen, viele Grabschächte wurden mehrfach belegt und zeugten von einer intensiven Nutzung des Friedhofes. Die Hauptbelegung des archäologisch erfassten Friedhofteiles erfolgte nach 1785. Der älteste Teil des Friedhofes direkt an der Spitalskirche war schon unter Kaiser Joseph II. aufgelassen worden und wurde bei der Errichtung des Gymnasiums vollkommen zerstört, sodass keine Funde aus der Frühzeit der Friedhofsbelegung wissenschaftlich erfasst werden konnten.
Die Gräber folgten dem christlichen Grabbrauchtum, gestreckte Körperlage nach Osten ausgerichtet. Die meisten Skelette waren in einem ausgezeichneten Zustand, nur wenige zeigten auf Grund von ungünstigen Bodenbedingungen Zerfallserscheinungen. Eisennägel, Griffe und Beschläge in Kreuzform belegen die Bestattung in Särgen. Lose darüber liegende Knochen dürften von früheren Bestattungen stammen, die aus- und wieder zurückgeschaufelt wurden.
Unter den Gräbern kamen auch noch Scherben der Fritzens-Sanzeno-Keramik sowie Fibelfragmente aus der Latènezeit zum Vorschein, so dass dieser Platz von einer frühen Besiedelung noch vor der Zeitenwende zeugt, wie schon 1877 der Fund eines Negauer Helmes in der angrenzenden Fallmerayer-Straße andeutete.

## Grabbeigaben
Circa 75 Rosenkränze, 70 Pilgermedaillen, 60 Kreuze, Reliquienbehälter, Münzen, Bekleidungsreste, Sargholzstücke, Schmuck und persönliche Gegenstände wurden gefunden und sind im Innsbrucker Stadtarchiv gelagert und konnten aus Geldmangel bis heute keiner wissenschaftlichen Bearbeitung zugeführt werden.

## Anthropologische Untersuchung
Die anthropologische Felddokumentation der ersten 200 Skelette wurde vom Institut für Anatomie der Universität Innsbruck durchgeführt und ist bis heute unpubliziert, weitere 189 Skelette konnten von George McGlynn und Alexander Zanesco ebenfalls nur in einer Felddokumentation untersucht werden, da der finanzielle Rahmen beschränkt war. Die Stadt Innsbruck ließ die Skelette am Innsbrucker Westfriedhof beisetzen.
Die meisten der untersuchten Skelette stammen wahrscheinlich aus der ersten Hälfte des 19. Jahrhunderts und zeigen Merkmale von schwerer physischer Belastung, wie Wirbelveränderungen und degenerative Gelenkserkrankungen der Extremitätenknochen, Infektionserkrankungen, Verletzungen, sowie Erkrankungen der Zähne, hervorgerufen durch kariogene Nahrungsmittel und mangelnder Mundhygiene. Die Erwartung, Opfer der kriegerischen Auseinandersetzungen des frühen 19. Jahrhunderts zu finden, wurde nicht erfüllt. Die anthropologische Untersuchung konnte aber zeigen, dass viele Skelette Schnittspuren von Skalpellen aufwiesen und von Amputationen und Trepanationen zeugten. Diese Spuren stammten wohl nicht von therapeutischen Maßnahmen, sondern von der Einübung von Operationstechniken durch Medizinstudenten und Chirurgen, sowie von Autopsien.